# 東京都市大学硬式野球部
東京都市大学硬式野球部（とうきょうとしだいがくこうしきやきゅうぶ、Tokyo City University Baseball Club）は、東都大学野球連盟に所属する大学野球チーム。東京都市大学の学生によって構成されている。現役選手が監督も兼任する、プレイングマネージャーを採用している。

## 創部
1929年、武蔵工業大学硬式野球部として創部

## 歴史
- 1951年　東都大学野球連盟に加盟
- 1958年秋　2部に昇格。部の歴史上最高の5位。
- 1959年春　2部で最下位となり、3部優勝の東洋大との入替戦に敗れて3部降格。以降は3部と4部を往復する。
- 2009年　武蔵工業大学から東京都市大学へ校名変更　これに合わせてユニフォームもモデルチェンジ。

## 本拠地
- 東京都市大学総合グラウンド（東京都世田谷区鎌田1-16-1）

2010年開設　翌年より硬式野球の使用も可能となる

## 記録
- 3部リーグ優勝 1回（1958年春）
- 4部リーグ優勝 12回